# Étier
 (novembre 2023).
Si vous disposez d'ouvrages ou d'articles de référence ou si vous connaissez des sites web de qualité traitant du thème abordé ici, merci de compléter l'article en donnant les références utiles à sa vérifiabilité et en les liant à la section « Notes et références ».

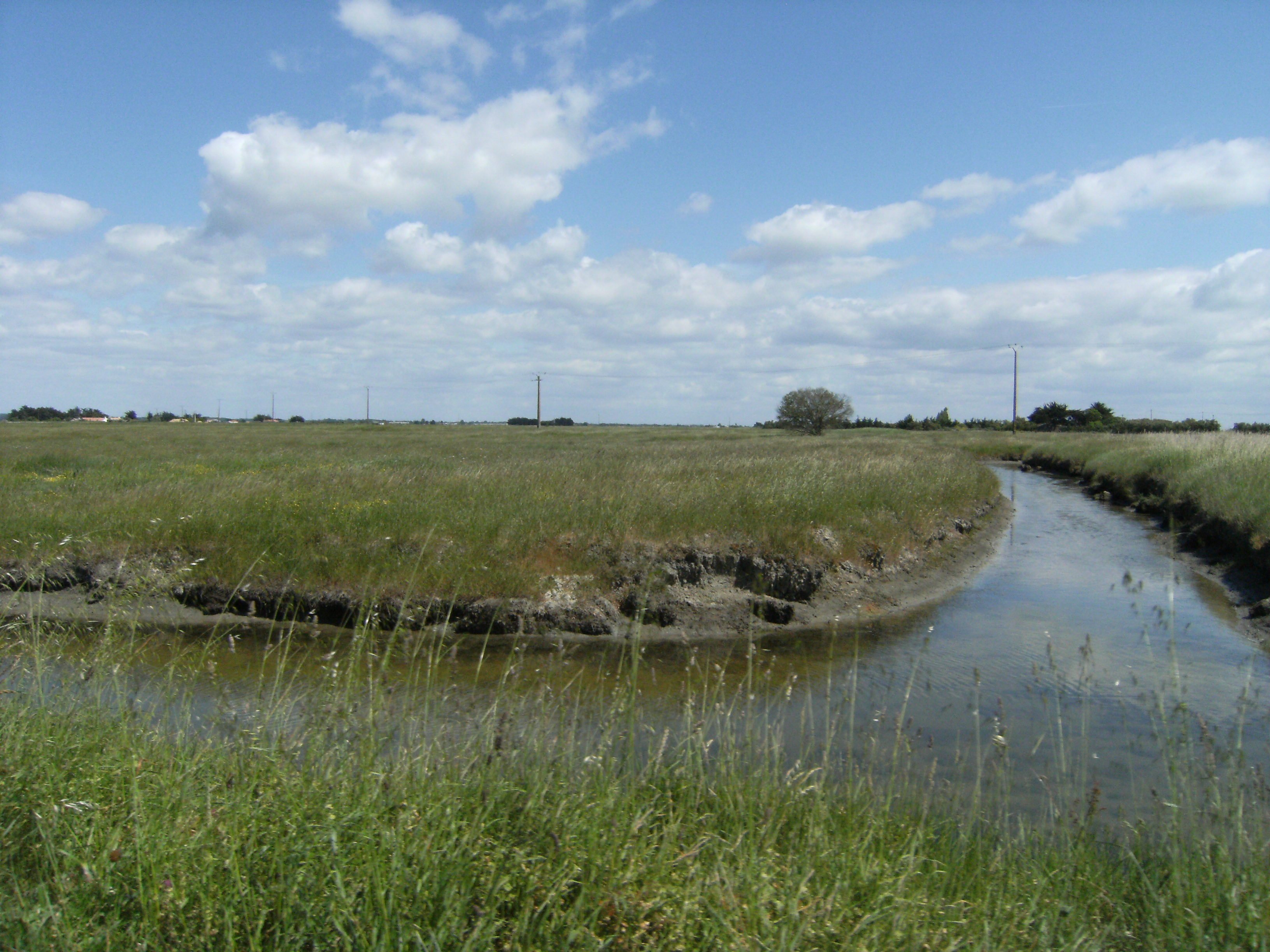
Étier dans le marais de l'île de Mons en Vendée.

Un étier est un chenal étroit dont la longueur peut atteindre plusieurs kilomètres et contenant de l'eau provenant de la mer, ou d'un marais, qui peut être en eau douce.

## Toponymie
Étymologie: Étier (en 1312, estier) dérive du latin aestuarium « endroit inondé à marée montante, lagune »), comme estuaire mais avec un sens différent.

## Géographie régionale
Le mot a pour origine régionale la côte atlantique française (ou côtes de l'Ouest du littoral français), de l'embouchure de la Loire (au nord) à la Gascogne (au sud)
La plupart des étiers sont des canaux d'amenée servant à l'alimentation en eau de mer des marais salants, mais certains ont d'autres vocations :
- voie navigable (pour bateaux à faible tirant d'eau)
- séparation de parcelles agricoles
- évacuation de l'eau d'un marais (voir par exemple l'ancien étier de Mauves dans la Petite Amazonie de Nantes)